# التهاب القرنية التغذوي العصبي
التهاب القرنية التغذوي العصبي (إن كيه) هو مرض تنكسي في القرنية ناجم عن تلف العصب مثلث التوائم، الذي يؤدي إلى ضعف حساسية القرنية، وحدوث انهيار تلقائي في ظهارة القرنية، وضعف شفاء القرنية وتقرح القرنية، وذوبانها وانثقابها. بالإضافة إلى الدور الحسي الأساسي للعصب في تطور هذا المرض، يلعب مثلث التوائم أيضًا دورًا في الحفاظ على سلامة القرنية من خلال إمدادها بالعوامل التغذوية والعمل على تنظيم استقلاب النسج.
يمكن تصنيف التهاب القرنية التغذوي العصبي كمرض نادر، مع تقدير معدل وقوع المرض بأقل من 5 أفراد من كل 10,000 فرد في أوروبا. تفيد التسجيلات بأن 6% من حالات التهاب القرنية الهربسي قابلة للتطور إلى هذا المرض، مع ذروة قدرها 12.8% من حالات التهاب القرنية الناجم عن فيروس جدري الماء النطاقي.
يُعد تشخيص التهاب القرنية التغذوي العصبي، خاصة فيما يتعلق بالعلاج، أحد أكثر جوانب هذا المرض تعقيدًا وتحديًا، إذ لا يوجد حتى اللحظة أي نهج علاجي مرضٍ.

## العلاج
يُعد كل من التشخيص المبكر، والعلاج المستهدف بالاستناد إلى شدة المرض والمراقبة الدورية لمرضى التهاب القرنية التغذوي العصبي من الخطوات الجوهرية في الوقاية من ترقي التلف وحدوث تقرحات القرنية، خاصة عند الأخذ في عين الاعتبار احتمالية تدهور الحالة في غالبية الأحيان دون ظهور أي أعراض هامة.
يهدف العلاج إلى منع ترقي تلف القرنية بالإضافة إلى تعزيز عملية شفاء ظهارة القرنية. يجب دائمًا تطوير العلاج بشكل مخصص بما يتناسب مع كل فرد وفقًا لشدة المرض. يُعد العلاج المحافظ عادة الخيار الأفضل.
في المرحلة I، الأقل خطورة، يتألف العلاج من استخدام الدموع الاصطناعية الخالية من المواد الحافظة عدة مرات يوميًا من أجل ترطيب سطح القرنية وحمايته، وتحسين جودة الظهارة والوقاية من الخسارة المحتملة لشفافية القرنية.
في المرحلة II، يهدف العلاج إلى الوقاية من تطور قرحات القرنية بالإضافة إلى تعزيز شفاء الآفات الظهارية. بالإضافة إلى استخدام الدموع الاصطناعية، يمكن وصف المضادات الحيوية الموضعية من أجل الوقاية من حالات العدوى المحتملة. يجب مراقبة المرضى بعناية شديدة، نظرًا إلى عدم ترافق المرض مع أي أعراض هامة، فمن المحتمل ترقي تلف القرنية دون ملاحظة المريض لأي تفاقم في الأعراض. يمكن أيضًا استخدام عدسات القرنية اللاصقة في هذه المرحلة من المرض، نظرًا إلى دورها الوقائي من أجل تحسين شفاء القرنية.
في الحالات الأكثر شدة (المرحلة III)، من الضروري إيقاف ترقي المرض وتطوره إلى انثقاب القرنية: في هذه الحالات، يمكن اللجوء إلى خيار العلاج الجراحي عن طريق خياطة الجفن؛ أي الإغلاق المؤقت أو الدائم للجفنين عن طريق الخياطة أو حقن زيفان البوتولينوم. يعمل هذا على حماية القرنية، على الرغم من صعوبة قبول المرضى بالنتائج الجمالية الناجمة عن هذه الإجراءات. بالمثل، أظهر العلاج الجراحي عن طريق إنشاء شريحة ملتحمية فعالية في علاج قرحات القرنية المزمنة مع أو دون انثقاب القرنية.
بالإضافة إلى ذلك، تشمل الخيارات العلاجية المتاحة الأخرى استخدام طعوم الغشاء السلوي، التي أظهرت في الآونة الأخيرة دورًا هامًا في تحريض شفاء ظهارة القرنية فضلًا عن إنقاص توعّي سطح العين والتهابه. لجأت النهج العلاجية الأخرى المستخدمة في الحالات الشديدة إلى إعطاء قطرات العين المصلية الذاتية.
ركزت الأبحاث الأخيرة على تطوير علاجات جديدة لالتهاب القرنية التغذوي العصبي، إذ اقترحت استخدام العديد من الببتيدات، وعوامل النمو والعوامل الوسيطة العصبية. شملت الدراسات العلاج الموضعي باستخدام المادة «بّي» و«آي جي إف – 1» (عامل النمو شبيه الأنسولين – 1)، وأظهرت فعاليتهما فيما يتعلق بالشفاء الظهاري. يلعب عامل نمو الأعصاب (إن جي إف) دورًا في التكاثر والتمايز الظهاري إلى جانب بقاء أعصاب القرنية الحسية. أظهر العلاج الموضعي باستخدام عامل نمو الأعصاب الفأري قدرة على تعزيز استعادة السلامة الظهارية وحساسية القرنية لدى مرضى التهاب القرنية التغذوي العصبي. مؤخرًا، أمكن تطوير تركيبة قطرات عينية لعامل نمو الأعصاب البشري من أجل الاستخدام السريري.
حصلت مادة سينجيرمين، التي تمثل شكلًا مأشوبًا من عامل نمو الأعصاب البشري، على الموافقة في أوروبا في الآونة الأخيرة من أجل استخدامها في تركيبة قطرات عينية لعلاج التهاب القرنية التغذوي العصبي. حصلت سينجيرمين أيضًا على موافقة إدارة الغذاء والدواء الأمريكية بوصفها تركيبة قطرات عينية لعلاج التهاب القرنية التغذوي العصبي في أغسطس 2018.